# الصراري

تعديل مصدري - تعديل

الصراري هي إحدى حارات حي الظهار بمدينة إب اليمنية، بلغ تعداد سكانها 1347 نسمة حسب تعداد اليمن لعام 2004.